# Rostbrynad flugsnappare
För malajflugsnappare, se Cyornis turcosus.
Rostbrynad flugsnappare (Anthipes solitaris) är en fågel i familjen flugsnappare.

## Utseende och läte
Rostbrynad flugsnappare har ett unikt utseende med gnistrande vit strupe och kraftig rostorange ton på ögonbryn och panna. Jämfört med närbesläktade arten vitstrupig flugsnappare saknar den grått i ansiktet och svart kant på vita strupen. Sången består av en tunn och ljus serie visslingar. För att vara flugsnappare är den ljudlig och hörs ofta, med olika hårda skallrande, tjippande och tjickande läten men även höga och tunna toner.

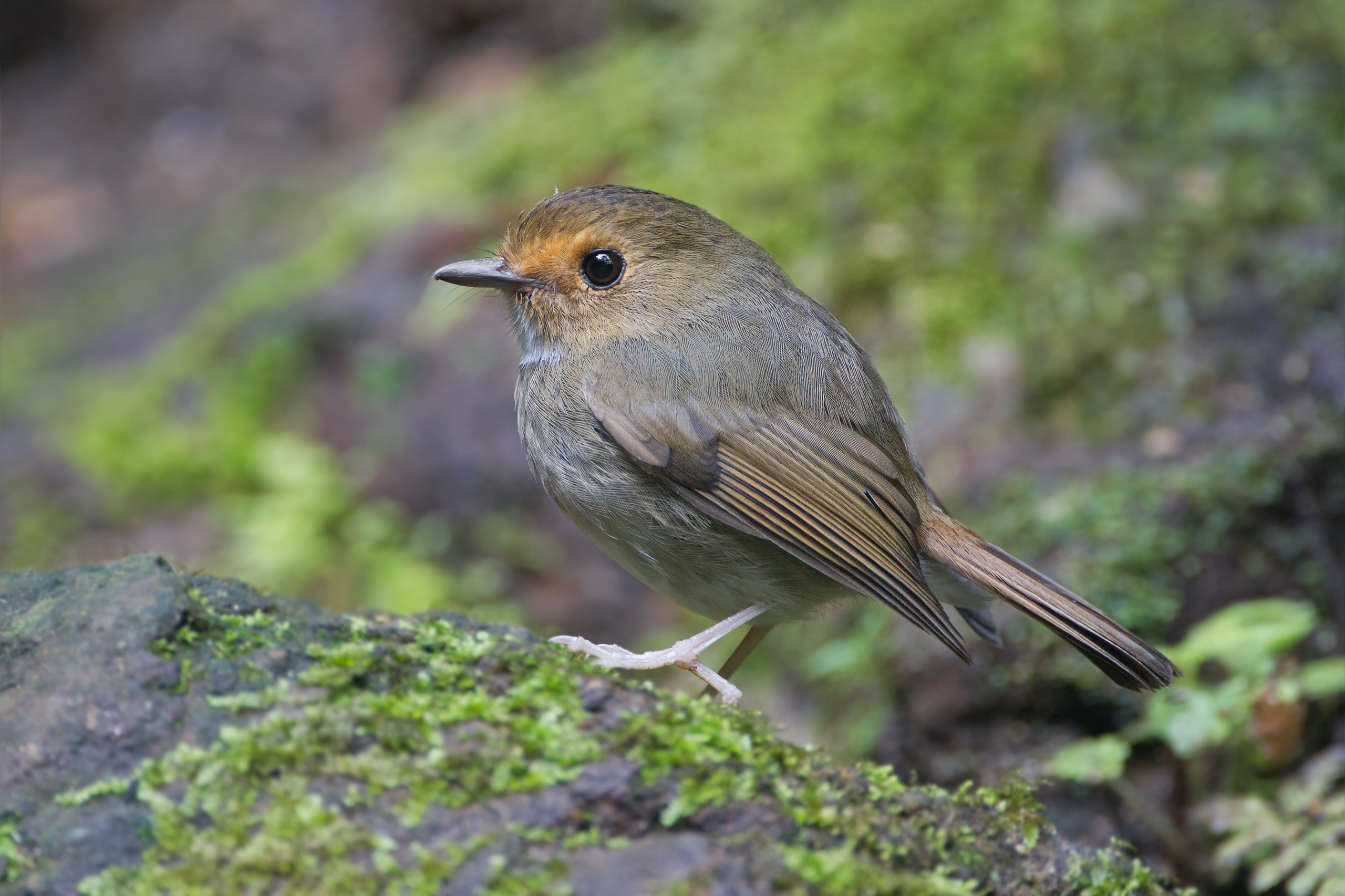

## Utbredning och systematik
Rostbrynad flugsnappare delas upp i tre underarter med följande utbredning:
- Anthipes solitaris submoniliger – förekommer i bergstrakter från sydöstra Myanmar till södra Thailand och södra Vietnam
- Anthipes solitaris malayana – förekommer i bergstrakter på Malackahalvön
- Anthipes solitaris solitaris – förekommer i bergstrakter på Sumatra

### Släktestillhörighet
Arten fördes tidigare till släktet Ficedula, men flera genetiska studier visar att den tillsammans med vitstrupig flugsnappare (A. monileger) är närmare släkt med blåflugsnappare i Cyornis.

## Levnadssätt
Arten bebor bergsbelägna skogsområden där den födosöker nära marken i lågt liggande vegetation. Den fångar både födan i flykten och plockar från bladverket.

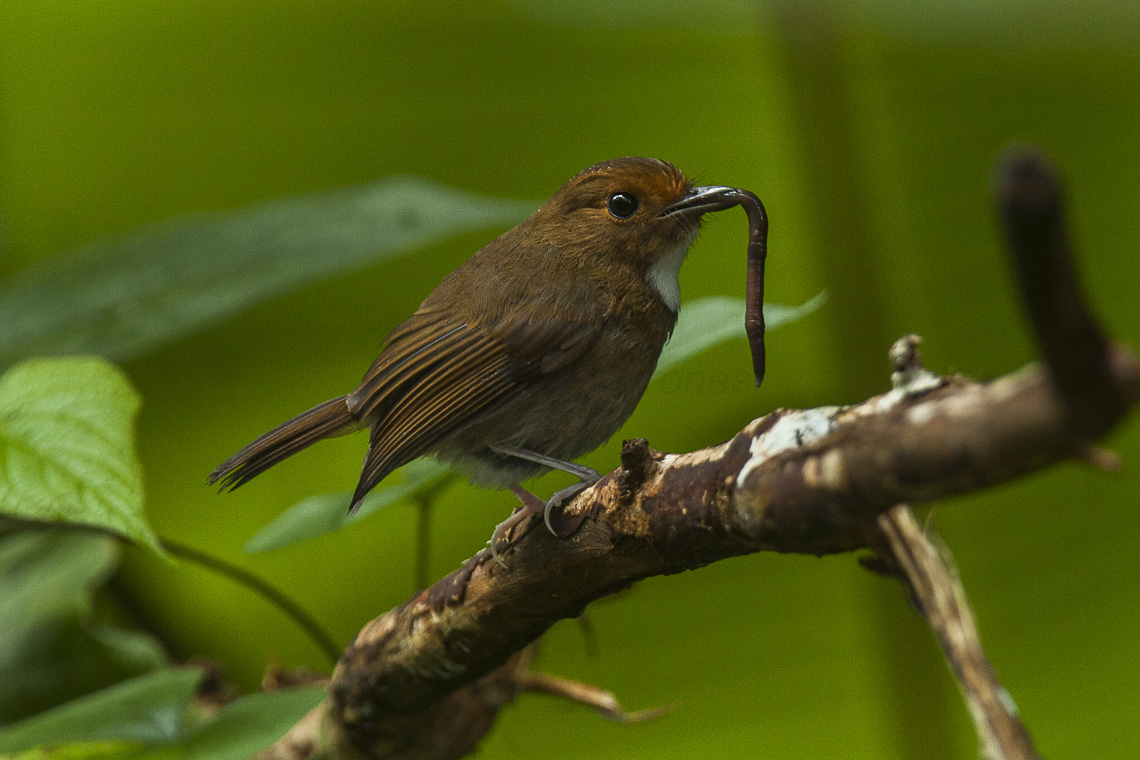

## Status och hot
Arten har ett stort utbredningsområde, men tros minska i antal, dock inte tillräckligt kraftigt för att den ska betraktas som hotad. Internationella naturvårdsunionen IUCN listar arten som livskraftig (LC). Världspopulationen har inte uppskattats, men den beskrivs som ovanlig till lokalt vanlig.